# Modular Equipment Transporter

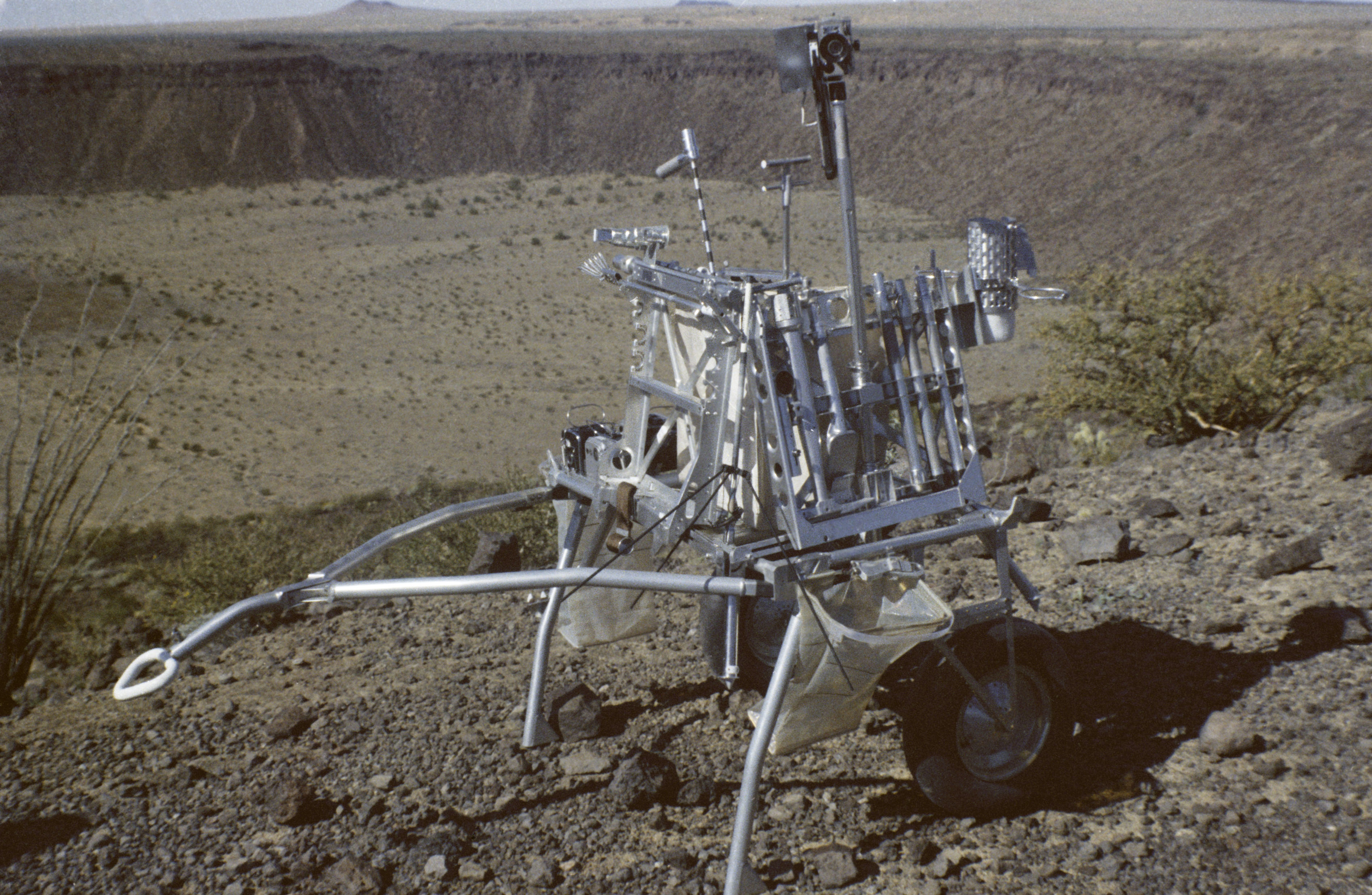
Prototyp des Modular Equipment Transporter (MET) bei seinem Test in Sonora, Mexiko.

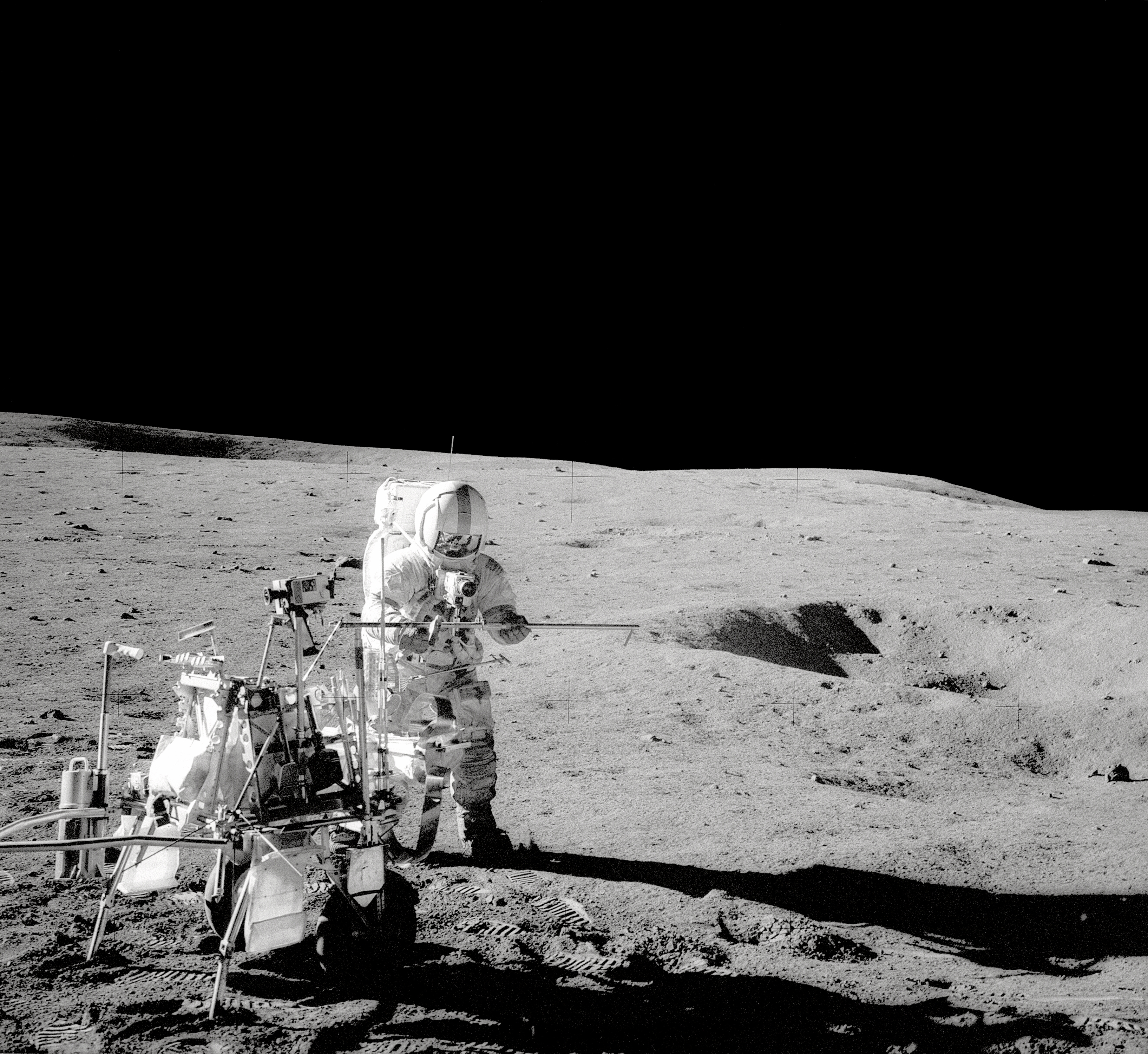
Alan Shepard steht neben einem Modular Equipment Transporter während Apollo 14

Der Modular Equipment Transporter (MET, englisch für Modularer Ausrüstungstransporter) ist eine Art Handkarre, die bei der Apollo-14-Mission hauptsächlich zum Transport von Gerätschaft auf dem Mond mitgeführt wurde. Er beinhaltete eine ganze Reihe von Werkzeugen, welche die Astronauten auf ihren Außenbordeinsätzen auf der Oberfläche benötigten, sowie kleinere Messinstrumente. Integriert waren zwei Boxen, die Stauraum für das aufgesammelte Mondgestein boten. Weiterhin war eine 16-mm-Filmkamera montiert, mit der sich die Crew bei ihrer Arbeit filmen konnte. Das Mobil erhielt von den Astronauten den Spitznamen „Rikscha“.
Während der Missionen Apollo 11 und Apollo 12 hatte sich herausgestellt, dass die Astronauten trotz verschiedener Tragehilfen Schwierigkeiten hatten, Ausrüstungsgegenstände auf dem Mond in den Händen zu transportieren, was zur Konstruktion des MET innerhalb kurzer Zeit führte. Es war geplant, den MET bei Apollo 13, Apollo 14 und Apollo 15 einzusetzen. Apollo 13 führte jedoch keine Landung durch und die ursprünglich vorgesehene Mission Apollo 15 wurde aus Kostengründen abgesagt. Bei der neu nummerierten Mission Apollo 15 war dann bereits das Mondauto Lunar Roving Vehicle einsatzbereit, so dass der MET nur ein einziges Mal zum Einsatz kam. Der MET erfüllte insgesamt die in ihn gesetzten Erwartungen nicht, insbesondere nicht in hügeligem Gelände, da das Ziehen des Wagens sehr anstrengend war und die Astronauten erheblich verlangsamte.